# إد وايت (لاعب كرة قدم أمريكية)
إد وايت (بالإنجليزية: Ed White)‏ هو لاعب كرة قدم أمريكية أمريكي، ولد في 4 أبريل 1947 في لا ميسا في الولايات المتحدة.

## وصلات خارجية
- الموقع الرسمي
- إد وايت على موقع مرجع كرة القدم المحترفة.كوم (الإنجليزية)